# Loreto Aravena
Loreto del Pilar Aravena Soto (sinh 6, tháng 8 năm 1983), là nữ diễn viên Chile.

## Các phim đã tham gia

### Film
- Tiempos malos (2009)
- 03:34 (2011)
- No soy Lorena (2013)
- Fuerzas Especiales (2014)
- Fuerzas Especiales 2 (2015)
- Sapo (2017)

### TV
- Historias de Eva (2005) – Daniela
- Los '80 (2008-2014) – Claudia Herrera López[1][2]
- Circo de estrellas (2010)
- Cartas de mujer (2010) – Jacinta
- Soltera otra vez (2012-2014, 2018) – Susana Sánchez[3]
- Todo cine (2013)
- El hombre de tu vida (2013-2014) – Olivia
- Chipe libre (2014-2015) – Catalina Pardo
- Preciosas (2016-2017) – Lorena Martínez, "la Martillo"
- Pacto de sangre (2018-2019) – Josefa Urrutia[4]
- Amor a la Catalán (2019-2020) – Dannae Catalán[5]
- S. O. S. Mamis (2020)
- Tiempos de barrio (2021)
- Somos Caleta (2022)